# استوديوهات روتانا
استوديوهات روتانا (بالإنجليزية: Rotana Studios)‏ هي شركة تعنى بإنتاج عدد من الأفلام خلال السنة لعرضها جماهيرياً في صالات السينما، أو عرضها على إحدى قنوات روتانا التلفزيونية. وتتبع هذه الاستوديوهات شركة مجموعة روتانا شركة ترفيهية يملك السعودي الوليد بن طلال بن عبد العزيز أغلب أسهمها.
تعدّ استوديوهات روتانا هي شركة حديثة نسبياً من مجموعة شركات روتانا.

## طبيعة العمل
تركّز استوديوهات روتانا التي أنشئت في منتصف العام 2005 على الإنتاج السينمائي. وهي تتعاون مع شركة twofour54 في إنتاج مشترك لسلسلة أولية من 12 فيلماً تلفزيونياً للجمهور العربي في شتى أرجاء العالم، وذلك بالاستفادة من مرافق شركة twofour54 الإنتاجية وما بعد الإنتاجية.

## الإدارة
يترأس ستوديوهات روتانا حاليا الدكتورة والإعلامية هالة سرحان.

### الأفلام والمسرحيات الكوميدية وسباعية وسهرة درامية تلفزيونية
- بنات عبدالرحمن
- نور: وجوه محرمة
- نور (وجوه محرمة)
- لما شفتك
- غراميات خاصة
- صباح الليل
- رحلة السعادة
- كش ملك
- حين تزهر الاشواك
- تعب الليالي
- لقاء في تدمر
- إمبراطورية غوار
- سفر برلك
- وهلأ لوين؟
- ملح هذا البحر
- بنت الحارس
- مدام بامبينو
- زائر
- عقاب
- لا يأس مع الحياة
- حكايات الغروب
- للعدالة كلمة أخيرة
- مهاجي الاجاويد
- حياة أخرى
- تزهر الأشواك
- ودي أتكلم
- مهمة مش مهمة
- سكر بنات
- سكر بنات - كارميل
- كراميل سكر بنات
- سكر بنات (كراميل)
- سكر بنات Caramel
- Caramel سكر بنات
- سكر بنات كارميل
- طبيعة الحال
- القرية المنسية
- حكاية بحرينية
- الصديقات
- خميس وجمعة.. هروب إجباري
- من ألف إلى باء
- من ألف إلى باء
- From A to B
- من ألف إلى باء
- ميرال
- أمريكا
- من السماء
- طبيعة الحال (في إنتظار السنونوات)
- ميكا
- الأصدقاء
- الجمعة الأخيرة
- غرام في إستانبول
- غرام في إسطنبول
- الشك
- كيف الحال
- مناحي
- صالون هدى
- حكاية شرقية
- حبيبة الكل
- أخطاء الأطباء
- لما ضحكت موناليزا
- خميس وجمعة
- هلوو كايروو
- عقد اللولو
- التقرير
- صهيل الأصايل
- الآباء الصغار
- معتوق في بانكوك
- مدن الترانزيت
- مدن ترانزيت
- المر والرمان
- هالو كايرو
- حنين
- غنوجة بيّـا
- 321 أكشن
- المخدوعون
- أحلام
- بركة يقابل بركة
- وجدة
- كلشي ماكو
- كل شي ماكو
- بنتين من مصر
- بيت المغتربات
- بلبل حيران
- الرجل الغامض بسلامته
- الديلر
- ابن القنصل
- الشيخ مايكل جاكسون
- شيخ جاكسون
- سمير وشهير وبهير
- اللمبي 8 جيجا
- ولاد البلد
- نور عيني
- أحلام كومبارس
- أحلام فتاة كومبارس
- الكبار
- الوتر
- رسائل البحر
- تلك الأيام
- مش رايحين في داهية
- برا المنهج
- يوم الدين
- ماكو
- عمار
- ليلة جواز بهية
- ليالي الحب
- هليوبوليس
- سكين وتفاحة [نساء ودماء]
- سكين وتفاحة
- صالون هدى
- مهمة مش مهمة
- عصافير النيل
- عسل إسود
- عايشين اللحظة
- الثلاثة يشتغلونها
- محترم إلا ربع
- محترم إلا 1/4
- عمر وسلمى ج3
- عمر وسلمى - الجزء الثالث
- عمر وسلمى: الجزء الثالث
- عشان خارجين
- المشخصاتي: الجزء الثاني
- المشخصاتي - الجزء الثاني
- الحلال يكسب
- هلوو كايروو
- الكنز - الجزء الثاني: الحب والمصير
- الكنز - الجزء الثاني
- الكنز: الجزء الثاني
- الكنز: الجزء الثاني: الحب والمصير
- الكنز 2
- العارف
- الفيل الأزرق ج2
- الفيل الأزرق - الجزء الثاني
- الكنز ج2: الحب والمصير
- الكنز ج2
- الكنز ج2 - الحب والمصير
- الفيل الأزرق: الجزء الثاني
- الكنز
- عائلة زيزي
- ياتهدي ياتعدي
- شارع الهرم
- صرخة نملة
- فاصل ونعود
- كف القمر
- ميكروفون
- واحد صحيح
- إذاعة حب
- إكس لارج
- X لارج
- المركب
- سفاري
- النهارده يوم جميل
- تتح
- سمير أبو النيل
- عش البلبل
- الحرامي والعبيط
- قلب الأسد
- كلبي دليلي
- صابر وراضي
- طالع مطلع
- ريجاتا
- الثمن
- جمهورية إمبابة
- أسوار القمر
- قبل زحمة الصيف
- فرق خبرة
- شاومينج
- ريتسا
- أبو صدام
- أحمد نوتردام
- أعز الولد
- العارف: عودة يونس
- ثانية واحدة
- عشم
- لمح البصر
- مهمة في فيلم قديم
- فرش وغطا
- غش الزوجية
- عمر وسلمى 3
- عبده موتة
- ساعة ونص
- رد فعل
- حظ سعيد
- حصل خير
- جوة اللعبة
- تيتة رهيبة
- بنطلون جوليت
- بنات العم
- برتيتا
- الآنسة مامي
- المصلحة
- جيم أوفر
- أبو العريف
- وش سجون
- سالم أبو أخته
- مراتي وزوجتي
- واحد صعيدي
- وردة
- كلام جرايد
- حملة فريزر
- 30 يوم في العز
- فص ملح وداخ
- أخضر يابس
- اشتباك
- المشخصاتي - الجزء الثاني
- المشخصاتي ج2
- عشان خارجين
- المشخصاتي 2
- المشخصاتي (الجزء الثاني)
- المشخصاتي تو
- إلبس عشان خارجين
- نعمة
- الثمن
- قبل زحمة الصيف
- لف ودوران
- الخط الدم
- الماء والخضرة والوجه الحسن
- إطلعولي بره
- الرجل الأخطر
- علي بابا
- قلب أمه
- خلاويص
- يوم الدين
- الكهف
- بلاش تبوسني
- بيكيا
- عيار ناري
- رغدة متوحشة
- عقدة الخواجة
- البدلة
- لما بنتولد
- محمد حسين
- قرمط بيتمرمط
- سبع البرمبة
- إنت حبيبي وبس
- الضيف
- الطيب والشرس واللعوب
- الكنز (سلسلة أفلام)
- الكنز 2: الحب والمصير
- اللعبة الأمريكاني
- حملة فرعون
- خيال مآتة
- ساعة رضا
- صاحب المقام
- توأم روحي
- بنات ثانوي
- الحارث
- أسوار عالية
- حرب كرموز
- الديزل
- ماكو
- عمار
- ورقة جمعية
- صندوق الدنيا
- ريما
- رأس السنة
- المعدية
- حلاوة روح
- جيران السعد
- العارف
- مش أنا
- سمكة وصنارة
- خير وبركة
- جواب اعتقال
- أمان يا صاحبي
- بني آدم
- بنك الحظ
- الفيل الأزرق 2
- الغسالة
- عفريت ترانزيت
- خط دم
- الشيخ جاكسون
- شنطة حمزة
- الخلية
- الكنز: الحقيقة والخيال
- القرموطي في أرض النار
- عندما يقع الإنسان في مستنقع أفكاره فينتهي به الأمر إلى المهزلة
- على وضعك
- علي معزة وإبراهيم
- يا تهدي يا تعدي
- يجعلو عامر
- قبل الأربعين
- عنتر ابن ابن ابن ابن شداد
- عنتر وعبلة
- عنتر بن شداد
- ياباني أصلي
- الجوع
- خط الدم